# Sollers Comtrans
Sollers Comtrans JSC (bis 2023: Isuzu Rus JSC) ist ein Nutzfahrzeughersteller mit Unternehmenssitz in Jelabuga, Russland.

## Geschichte
Das Unternehmen entstand in Zusammenarbeit zwischen Sollers und Isuzu im Jahr 2005. Bereits 2006 war in Russland eine SKD-Montage erfolgt. Das Unternehmen wurde 2007 als Joint-Venture mit dem anfänglichen Namen OJSC Severstal-Isuzu (später Sollers-Isuzu) zwischen Sollers (66 %), Isuzu (29 %) und Sojitz (5 %) gegründet.
Ende 2015 veräußerte Sollers seine Beteiligung an die anderen beiden Gesellschafter, die ihre Anteile damit auf 74 (Isuzu) bzw. 26 % (Sojitz) erhöhten. Isuzu hatte zuvor seinen Anteil bereits auf 45 % erhöht. Die Namensänderung erfolgte in den folgenden Monaten.
Im Jahr 2016 wurden 2400 Einheiten produziert.
Im Zuge des Ukrainekrieges zog sich Isuzu aus Russland zurück. Das Unternehmen wurde an die Sollers-Gruppe verkauft. Ab Ende 2024 sollen in der Fabrik Fahrzeuge auf einer neuen Plattform produziert werden.

## Modelle
Das erste hergestellte Fahrzeug war der 5-Tonner NQR75Р. Ab 2008 wurde der NLR85 mit einer Nutzlast vom 1,5 t produziert.
Ende 2017 deckte das Produktportfolio Nutzfahrzeuge von 3,5 bis 33 Tonnen ab.
Seit 2017 werden Lastwagen der Serie C und E produziert.
Neben den Lastwagen wurde in der Fabrik in Uljanowsk bis 2023 auch der Pickup Isuzu D-Max gebaut.